# Richard Vander Veen
Richard Vander Veen, né le 26 novembre 1922 à Grand Rapids et mort le 3 mars 2006 à East Grand Rapids, est un homme politique américain. Membre du Parti démocrate, il est membre de la Chambre des représentants de 1974 à 1977.